# Peter Mädler
Peter Mädler (ur. 10 lipca 1943, zm. 26 kwietnia 1963 w Berlinie) – ofiara śmiertelna Muru Berlińskiego.

## Życiorys i okoliczności ucieczki
Peter Mädler został adoptowany przez przybranych rodziców, dorastając i wychowując się w Hoyerswerda. Od 1958 do 1961 r. uczył się zawodu elektromontera w przyzakładowej szkole zawodowej elektrowni w Lauta. Po ukończeniu nauk na początku 1961 r. podjął pracę w elektrowni w Lübbenau.
Wczesnym rankiem 26 kwietnia 1963 r. podjął próbę ucieczki z NRD, usiłując dostać się przez koryto Teltowkanal do leżącego na przeciwległym brzegu Berlina Zachodniego. Podczas próby tej został dostrzeżony przez żołnierzy wojsk granicznych NRD, którzy niezwłocznie otworzyli ogień. Choć Mädler zdołał początkowo uchronić się przed kulami zanurzając się w wodzie, został śmiertelnie trafiony wynurzając się ponownie przy osiągnięciu przeciwległego brzegu granicy, wskutek czego natychmiast utonął. Zwłoki wydobyto jeszcze tego samego popołudnia. Urnę z prochami zabitego umieszczono na cmentarzu Waldfriedhof w Hoyerswerda.
Strzelający do uciekiniera dwaj żołnierze wojsk granicznych nagrodzeni zostali medalami „Za przykładną służbę graniczną”. W 1995 r. wyrokiem sądu w Poczdamie skazani zostali na kary 18 miesięcy pozbawienia wolności w zawieszeniu.